# Arnulfo I
Arnulfo I (¿ - ?) fue obispo de Roda entre 1023 y 1067. 
A la muerte de su antecesor, el rey navarro Sancho III impuso a Arnulfo, que fue consagrado en Burdeos en vez de hacerlo en Urgel o en Narbona. Desde aquel momento el obispo figurará en el entorno del rey navarro, igual que el resto de la diócesis de su reino, alejando la diócesis de los ámbitos eclesiásticos catalanes.
Este obispo celebró una nueva consagración de la catedral de Roda, un 15 de febrero de hacia 1030.
| Predecesor: Borrell | Obispo de Roda 1023–1067 | Sucesor: Salomón de Roda |